# Сянь-цзун
Сянь-цзун (кит. 憲宗, 17 марта 778 — 14 февраля 820) — 14-й император китайской империи Тан, правивший в 805—820 годах, девиз правления Юаньхэ («Начальная гармония»).

## Биография
Родился в 778 году в семье князя Ли Суна и Ван. При рождении получил имя Чунь. Получил хорошее образование. Со временем стал помогать больному отцу, когда тот стал наследником трона, а затем и императором Шунь-цзуном. Однако болезнь последнего усиливалась, и в 805 году он отрёкся от трона в пользу Ли Чуня, который получил храмовое имя Сянь-цзун.
После восшествия на трон Сянь-цзун в первую очередь избавился от коррумпированных чиновников, которые фактически правили страной при его отце. В 806 году издал приказ об амнистии; при этом существенно ограничил влияние евнухов. Была пересмотрена структура управления страной: подверглось сокращению число чиновников, которые не исполняли каких-либо важных задач, были изменены суммы денежного довольствия чиновников. Всё это совпало с улучшением финансового состояния, в том числе благодаря системе двух налогов, введённой его дедом Дэ-цзуном.
Своей основной задачей Сянь-цзун видел подчинение военных губернаторов (цзедуши). В 805—806 годах он разбил Лю Пи, который был военным губернатором на территории современной провинции Сычуань. В 806 году разбил цзедуши на территории современных Шэньси и Цзянсу. В 808 и 818 годах сделал то же самое на территории нынешней Хэбэй, в 809 — в Шаньси, в 812 — в Ганьсу. В 812 году им также был уничтожен влиятельных военный клан Тянь. В то же время Сянь-цзун пытался восстановить власть империи на землях современного Кашгара, где сражался с тибетской армией Тидесронцана. В период его правления на сторону Китая перешло племя шато.

### Смерть
Умер 14 февраля 820 года, отравившись «эликсиром бессмертия», который постоянно употреблял. Император Сянь-цзун принимал лекарства, изготовленные алхимиком Лю Ми, который утверждал, что он может принести императору бессмертие. Его подчиненные говорили, что в результате приема этих лекарств император Сянь-цзун становился все более жаждущим и раздражительным, его так легко было разозлить, что служивших ему евнухов часто наказывали или даже казнили за незначительные проступки, заставляя их бояться его. Весной 820 года он внезапно умер, и принято было считать, что он был убит евнухом Чэнь Хунчжи. Однако коллеги-евнухи Чэня заявили, что император Сянь-цзун умер от отравления китайским алхимическим "эликсиром бессмертия", которые он принимал.
В конце концов, евнухи Лян Шоукянь, Ма Цзинтань, Лю Чэнцзе, Вэй Юаньсу и Ван Шоучэн, который поддерживал Ли Хэна, убил Туту и Ли Юна, позволив Ли Хэну занять трон (как императору Му-цзуну). Некоторые подозревали, в том числе младший брат Ли Хэна Ли И, который позже станет императором Сюань-цзуном, что Ли Хэн и его мать, супруга Го, были причастны к убийству императора Сянь-цзуна.
Как только император Му-цзун занял трон, он казнил алхимиков, которые снабжали императора Сянь-цзуна таблетками бессмертия. Далее он быстро изгнал канцлеров Хуанфу Бо и Линху Чу, заменив его новыми канцлерами. Он также чтил свою мать, супругу Го, как вдовствующую императрицу и был расточителен в поставках ей. Сам он проводил много времени в играх и на охоте, вопреки советам тех чиновников, которые считали такую деятельность неуместной, но, как говорили, был терпим к тем, кто давал такие советы. Он, в отличие от своего предшественника оказался не способным завершить дело по обузданию своеволия военных наместников (цзэдуши). В течение 820—821 годах произошла децентрализация государства. Снова цзэдуши вернули себе власть в префектурах, которые располагались на территории современных провинций Сычуань, Хэнань, Хэбэй, Цзянсу, Шаньси.